# GP2 Series 2011
La stagione 2011 del Campionato FIA di GP2 Series è stata, nella storia della categoria, la 7ª ad assegnare il Campionato Piloti e la 7ª ad assegnare il Campionato Scuderie. La stagione è iniziata il 7 maggio e si è conclusa l'11 settembre dopo 18 gare. Il titolo piloti è andato al francese Romain Grosjean, quello per i team alla spagnola Barwa Addax.

## La pre-stagione

### Calendario
Il calendario della stagione prevede 9 weekend di gare, da tenersi nei circuiti europei, impegnati nella stagione della Formula 1 2011.
| Gara | Gara | Circuito                          | Giri | Lunghezza            | Data         | Ora   | Supporto                          |
| ---- | ---- | --------------------------------- | ---- | -------------------- | ------------ | ----- | --------------------------------- |
| 1    | G1   | Istanbul Park                     | 32   | 32x5,338= 170,816 km | 7 maggio     | 15:40 | Gran Premio di Turchia 2011       |
| 1    | G2   | Istanbul Park                     | 23   | 23x5,338=122,774 km  | 8 maggio     | 11:35 | Gran Premio di Turchia 2011       |
| 2    | G1   | Circuito di Catalogna, Barcellona | 37   | 37x4,665=172,235 km  | 21 maggio    | 15:40 | Gran Premio di Spagna 2011        |
| 2    | G2   | Circuito di Catalogna, Barcellona | 26   | 26x4,665=121,030 km  | 22 maggio    | 10:35 | Gran Premio di Spagna 2011        |
| 3    | G1   | Circuito di Monte Carlo           | 42   | 42x3,340=140,280 km  | 27 maggio    | 11:15 | Gran Premio di Monaco 2011        |
| 3    | G2   | Circuito di Monte Carlo           | 30   | 30x3,340=100,200 km  | 28 maggio    | 16:15 | Gran Premio di Monaco 2011        |
| 4    | G1   | Circuito urbano di Valencia       | 32   | 32x5,419= 173,408 km | 25 giugno    | 15:40 | Gran Premio d'Europa 2011         |
| 4    | G2   | Circuito urbano di Valencia       | 23   | 23x5,419=124,637 km  | 26 giugno    | 10:30 | Gran Premio d'Europa 2011         |
| 5    | G1   | Circuito di Silverstone           | 29   | 29x5,891=170,839 km  | 9 luglio     | 14:40 | Gran Premio di Gran Bretagna 2011 |
| 5    | G2   | Circuito di Silverstone           | 21   | 21x5,891=123,711 km  | 10 luglio    | 9:35  | Gran Premio di Gran Bretagna 2011 |
| 6    | G1   | Nürburgring                       | 34   | 34x5,148=175,032 km  | 23 luglio    | 15:40 | Gran Premio di Germania 2011      |
| 6    | G2   | Nürburgring                       | 24   | 24x5,148=123,552 km  | 24 luglio    | 10:30 | Gran Premio di Germania 2011      |
| 7    | G1   | Hungaroring, Mogyoród             | 39   | 39x4,381=170,859 km  | 30 luglio    | 15:40 | Gran Premio d'Ungheria 2011       |
| 7    | G2   | Hungaroring, Mogyoród             | 28   | 28x4,381=122,668 km  | 31 luglio    | 10:30 | Gran Premio d'Ungheria 2011       |
| 8    | G1   | Circuito di Spa-Francorchamps     | 25   | 25x7,004=175,100 km  | 27 agosto    | 15:40 | Gran Premio del Belgio 2011       |
| 8    | G2   | Circuito di Spa-Francorchamps     | 18   | 18x7,004=126,072 km  | 28 agosto    | 10:30 | Gran Premio del Belgio 2011       |
| 9    | G1   | Autodromo Nazionale Monza         | 30   | 30x5,793=173,790 km  | 10 settembre | 15:40 | Gran Premio d'Italia 2011         |
| 9    | G2   | Autodromo Nazionale Monza         | 21   | 21x5,793=121,653 km  | 11 settembre | 10:30 | Gran Premio d'Italia 2011         |

### Gara fuori campionato
Il 28 giugno viene annunciato un weekend di gara, non valido per il campionato, da tenere sul circuito di Yas Marina a novembre, a supporto del Gran Premio di Abu Dhabi.
| Gara | Gara | Circuito               | Giri | Lunghezza            | Data        | Ora   | Supporto                      |
| ---- | ---- | ---------------------- | ---- | -------------------- | ----------- | ----- | ----------------------------- |
| 1    | G1   | Circuito di Yas Marina | 31   | 31x5,554= 172,174 km | 12 novembre | 11:00 | Gran Premio di Abu Dhabi 2011 |
| 1    | G2   | Circuito di Yas Marina | 22   | 22x5,554=122,188 km  | 13 novembre |       | Gran Premio di Abu Dhabi 2011 |

### Test
| Circuito                          | Data      | Pilota più veloce | Team          | Tempo    |
| --------------------------------- | --------- | ----------------- | ------------- | -------- |
| Circuito di Silverstone           | 5 aprile  | Romain Grosjean   | DAMS          | 1'40"725 |
| Circuito di Silverstone           | 6 aprile  | Marcus Ericsson   | iSport        | 1'40"154 |
| Circuito di Catalogna, Barcellona | 19 aprile | Davide Valsecchi  | Team Air Asia | 1'29"718 |
| Circuito di Catalogna, Barcellona | 20 aprile | Michael Herck     | Coloni        | 1'29"608 |

### Accordi e fornitori
La serie per la prima volta impiegherà le nuove vetture costruite dalla Dallara. La Pirelli, divenuta fornitrice unica degli pneumatici per la F1, fornirà lo stesso tipo di coperture anche alla GP2.

## Piloti e team

### Scuderie
Faranno l'esordio da quest'anno, dopo aver partecipato alla serie asiatica, i due nuovi team ammessi, il Carlin Motorsport e il Team Air Asia; prendono il posto del David Price Racing e della Durango, quest'ultima aveva già rinunciato alla stagione 2010. La Lotus Cars associa il proprio nome a quello dell'ART Grand Prix. A seguito dell'acquisizione da parte di Tony Fernandes, patron del Team Air Asia, della casa britannica Caterham, da giugno il suo team viene ridenominato Caterham Team Air Asia.
Da questa stagione, e per il triennio 2011-2013, tutti i team selezionati per la serie principale dovranno competere anche in quella asiatica.

### Piloti
Rispetto alla GP2 Asia Johnny Cecotto Jr. passa dalla SuperNova all'Ocean, dove trova l'esordiente tedesco Kevin Mirocha. L'altro tedesco Christian Vietoris prende il posto di Nathanaël Berthon alla Racing Engineering. Davide Rigon trova un ingaggio alla Scuderia Coloni, mentre Luca Filippi passa dalla Coloni alla Super Nova Racing.
Dei piloti della stagione 2010 passano in Formula 1 il messicano Sergio Pérez con la Sauber-Ferrari, dove troverà il campione della GP2 Asia Series 2008-2009 Kamui Kobayashi, il campione del 2010 Pastor Maldonado, che va invece alla Williams-Cosworth accanto a Rubens Barrichello, e Jérôme d'Ambrosio che fa il suo esordio in F1 alla Virgin-Cosworth.
Nel corso della stagione vi sono alcuni cambiamenti. Dopo Barcellona Álvaro Parente sostituisce Christian Vietoris, che soffre di mal di testa per i postumi di un incidente a Istanbul, alla Racing Engineering mentre Kevin Ceccon prende il posto di Davide Rigon, vittima di un incidente nella gara precedente, alla Coloni. Il diciassettenne Ceccon diventa il più giovane pilota ad avere guidato una GP2 in gara. Nella gara di Montecarlo Oliver Turvey prende il posto di Michail Alëšin alla Carlin.
A Valencia Álvaro Parente passa alla Carlin Motorsport dove sostituisce Oliver Turvey, mentre Vietoris riprende il suo volante alla Racing Engineering. Nel weekend del Nürburgring Adam Carroll prende il posto di Luca Filippi alla Super Nova Racing; il piemontese passa alla Coloni al posto di Kevin Ceccon. Michail Alëšin torna alla Carlin dal weekend di Budapest.
A Spa Brendon Hartley ha preso il posto di Kevin Mirocha all'Ocean. Nell'ultima gara a Monza Parente ha ripreso il suo volante alla Carlin, mentre Stéphane Richelmi ha preso il posto di Stefano Coletti, infortunatosi nel corso della gara di Spa, alla Trident.

### Tabella riassuntiva
| Team                    | Nº | Pilota              | Weekend di gare |
| ----------------------- | -- | ------------------- | --------------- |
| Rapax                   | 1  | Fabio Leimer        | Tutti           |
| Rapax                   | 2  | Julián Leal         | Tutti           |
| Barwa Addax Team        | 3  | Charles Pic         | Tutti           |
| Barwa Addax Team        | 4  | Giedo van der Garde | Tutti           |
| Lotus ART               | 5  | Jules Bianchi       | Tutti           |
| Lotus ART               | 6  | Esteban Gutiérrez   | Tutti           |
| Racing Engineering      | 7  | Dani Clos           | Tutti           |
| Racing Engineering      | 8  | Christian Vietoris  | 1, 4-9          |
| Racing Engineering      | 8  | Álvaro Parente      | 2-3             |
| iSport International    | 9  | Sam Bird            | Tutti           |
| iSport International    | 10 | Marcus Ericsson     | Tutti           |
| DAMS                    | 11 | Romain Grosjean     | Tutti           |
| DAMS                    | 12 | Pål Varhaug         | Tutti           |
| Arden International     | 14 | Josef Král          | Tutti           |
| Arden International     | 15 | Jolyon Palmer       | Tutti           |
| Super Nova Racing       | 16 | Fairuz Fauzy        | Tutti           |
| Super Nova Racing       | 17 | Luca Filippi        | 1-5             |
| Super Nova Racing       | 17 | Adam Carroll        | 6-9             |
| Scuderia Coloni         | 18 | Michael Herck       | Tutti           |
| Scuderia Coloni         | 19 | Davide Rigon        | 1               |
| Scuderia Coloni         | 19 | Kevin Ceccon        | 2-5             |
| Scuderia Coloni         | 19 | Luca Filippi        | 6-9             |
| Trident Racing          | 20 | Rodolfo González    | Tutti           |
| Trident Racing          | 21 | Stefano Coletti     | 1-8             |
| Trident Racing          | 21 | Stéphane Richelmi   | 9               |
| Ocean Racing Technology | 22 | Kevin Mirocha       | 1-7             |
| Ocean Racing Technology | 22 | Brendon Hartley     | 8-9             |
| Ocean Racing Technology | 23 | Johnny Cecotto Jr.  | Tutti           |
| Carlin                  | 24 | Max Chilton         | Tutti           |
| Carlin                  | 25 | Michail Alëšin      | 1-2, 7-8        |
| Carlin                  | 25 | Oliver Turvey       | 3               |
| Carlin                  | 25 | Álvaro Parente      | 4-6, 9          |
| Caterham Team Air Asia  | 26 | Luiz Razia          | Tutti           |
| Caterham Team Air Asia  | 27 | Davide Valsecchi    | Tutti           |

## Risultati e classifiche

### Gare
| Gara | Gara | Circuito    | Tempo       | Velocità     | Pole position       | Giro veloce         | Pilota vincitore   | Team vincitore     |
| ---- | ---- | ----------- | ----------- | ------------ | ------------------- | ------------------- | ------------------ | ------------------ |
| 1    | G1   | Istanbul    | 57'09"999   | 179,320 km/h | Romain Grosjean     | Sam Bird            | Romain Grosjean    | DAMS               |
| 1    | G2   | Istanbul    | 41'40"571   | 176,77 km/h  | +                   | Romain Grosjean     | Stefano Coletti    | Trident Racing     |
| 2    | G1   | Barcellona  | 1h00'32"817 | 156,715 km/h | Giedo van der Garde | Giedo van der Garde | Charles Pic        | Barwa Addax        |
| 2    | G2   | Barcellona  | 45'26"885   | 159,615 km/h | +                   | Fabio Leimer        | Fabio Leimer       | Rapax              |
| 3    | G1   | Montecarlo  | 1h00'23"957 | 136,034 km/h | Sam Bird            | Davide Valsecchi    | Davide Valsecchi   | Team AirAsia       |
| 3    | G2   | Montecarlo  | 45'50"498   | 131,147 km/h | +                   | Romain Grosjean     | Charles Pic        | Barwa Addax        |
| 4    | G1   | Valencia    | 58'19"400   | 167,243 km/h | Charles Pic         | Romain Grosjean     | Romain Grosjean    | DAMS               |
| 4    | G2   | Valencia    | 43'34"905   | 171,590 km/h | +                   | Esteban Gutiérrez   | Esteban Gutiérrez  | Lotus ART          |
| 5    | G1   | Silverstone | 58'40"010   | 174,584 km/h | Jules Bianchi       | Romain Grosjean     | Jules Bianchi      | Lotus ART          |
| 5    | G2   | Silverstone | 36'42"650   | 201,973 km/h | +                   | Romain Grosjean     | Romain Grosjean    | DAMS               |
| 6    | G1   | Nürburgring | 1h01'06"975 | 171,582 km/h | Charles Pic         | Luca Filippi        | Luca Filippi       | Coloni             |
| 6    | G2   | Nürburgring | 45'09"296   | 156,988 km/h | +                   | Christian Vietoris  | Romain Grosjean    | DAMS               |
| 7    | G1   | Hungaroring | 1h00'36"334 | 164,774 km/h | Luiz Razia          | Luca Filippi        | Romain Grosjean    | DAMS               |
| 7    | G2   | Hungaroring | 45'53"864   | 131,670 km/h | +                   | Romain Grosjean     | Stefano Coletti    | Trident Racing     |
| 8    | G1   | Spa         | 1h00'55"099 | 165,439 km/h | Christian Vietoris  | Christian Vietoris  | Christian Vietoris | Racing Engineering |
| 8    | G2   | Spa         | 39'34"834   | 190,923 km/h | +                   | Luca Filippi        | Luca Filippi       | Coloni             |
| 9    | G1   | Monza       | 47'47"704   | 217,781 km/h | Charles Pic         | Luca Filippi        | Luca Filippi       | Coloni             |
| 9    | G2   | Monza       | 32'51"770   | 221,546 km/h | +                   | Luca Filippi        | Christian Vietoris | Racing Engineering |

- + In gara2 la pole position è data dalla griglia invertita nei primi 8.

### Classifica piloti
| Pos. | Pilota              | TUR | TUR | ESP | ESP | MON | MON | VAL | VAL | GBR | GBR | GER | GER | HUN | HUN | BEL | BEL | ITA | ITA | Punti |
| ---- | ------------------- | --- | --- | --- | --- | --- | --- | --- | --- | --- | --- | --- | --- | --- | --- | --- | --- | --- | --- | ----- |
| 1    | Romain Grosjean     | 1   | 10  | SQ  | 9   | 4   | 3   | 1   | Rit | 4   | 1   | 3   | 1   | 1   | 3   | 3   | 4   | 3   | 21  | 89    |
| 2    | Luca Filippi        | Rit | 14  | Rit | Rit | 3   | 4   | Rit | 15  | 13  | 12  | 1   | 3   | 6   | Rit | 4   | 1   | 1   | 5   | 54    |
| 3    | Jules Bianchi       | 3   | 7   | 7   | Rit | Rit | 19  | Rit | 7   | 1   | 5   | 4   | 2   | 7   | 6   | 2   | 2   | 8   | 3   | 53    |
| 4    | Charles Pic         | 7   | 4   | 1   | 19  | 8   | 1   | Rit | Rit | 11  | 10  | 2   | SQ  | 2   | 13  | Rit | 19  | 2   | Rit | 52    |
| 5    | Giedo van der Garde | 4   | 2   | 2   | Rit | Rit | 9   | 2   | 3   | 8   | 3   | 6   | Rit | 4   | 4   | Rit | 20  | 21  | 13  | 49    |
| 6    | Sam Bird            | 2   | 3   | 3   | 5   | Rit | 13  | 5   | 12  | 5   | 6   | 8   | 7   | 17  | 5   | 12  | 5   | 4   | 4   | 45    |
| 7    | Christian Vietoris  | 11  | Rit |     |     |     |     | Rit | 13  | 2   | 7   | Rit | 4   | 8   | 10  | 1   | 13  | 6   | 1   | 35    |
| 8    | Davide Valsecchi    | 16  | 16  | 4   | 4   | 1   | 5   | 3   | 4   | 14  | 17  | 13  | Rit | 16  | 14  | 10  | 10  | 20  | Rit | 30    |
| 9    | Dani Clos           | 8   | 15  | 6   | 2   | Rit | 18  | 4   | 5   | 6   | 2   | 7   | Rit | 10  | Rit | 6   | 6   | 13  | 7   | 30    |
| 10   | Marcus Ericsson     | 9   | 8   | 5   | 3   | Rit | Rit | Rit | 11  | 3   | 4   | 5   | 16† | 5   | 16  | Rit | 12  | 14  | 8   | 25    |
| 11   | Stefano Coletti     | 5   | 1   | 10  | 20† | 5   | Rit | 17  | 19† | 7   | 22  | Rit | Rit | 21  | 1   | Rit | NP  |     |     | 22    |
| 12   | Luiz Razia          | 6   | 18  | Rit | Rit | Rit | 20  | 6   | 2   | 17  | 14  | Rit | 14  | 3   | 7   | Rit | Rit | 10  | 9   | 19    |
| 13   | Esteban Gutiérrez   | Rit | 11  | Rit | 12  | 12  | NP  | 7   | 1   | 10  | 8   | 12  | Rit | Rit | 2   | 14  | 7   | 9   | 6   | 15    |
| 14   | Fabio Leimer        | Rit | 20  | 8   | 1   | 9   | 7   | Rit | 14  | 15  | 11  | SQ  | 8   | 11  | 11  | Rit | Rit | 7   | 2   | 15    |
| 15   | Josef Král          | 13  | 6   | 9   | 21† | 6   | 2   | 8   | Rit | 23  | 20  | 18  | 11  | 9   | 17  | 8   | 3   | Rit | 17  | 15    |
| 16   | Álvaro Parente      |     |     | 11  | 7   | 2   | 16  | Rit | 18  | 9   | 9   | 20† | Rit |     |     |     |     | 12  | 12  | 8     |
| 17   | Adam Carroll        |     |     |     |     |     |     |     |     |     |     | 15  | 5   | 19  | 12  | 9   | 11  | 5   | 11  | 6     |
| 18   | Fairuz Fauzy        | 12  | 5   | 13  | 6   | 15† | 10  | 16  | 16  | 21  | 15  | 16  | 12  | Rit | Rit | 7   | 21  | 18  | Rit | 5     |
| 19   | Brendon Hartley     |     |     |     |     |     |     |     |     |     |     |     |     |     |     | 5   | 9   | 22  | 20  | 4     |
| 20   | Max Chilton         | Rit | 17  | 12  | 11  | 7   | 6   | Rit | Rit | Rit | 19  | 17  | 6   | 18  | Rit | 15  | 16  | Rit | 18  | 4     |
| 21   | Michael Herck       | 14  | 12  | Rit | Rit | 13  | 15  | 10  | 6   | 24  | 18  | 11  | 10  | 12  | Rit | 16  | 15  | Rit | NP  | 1     |
| 22   | Kevin Mirocha       | 15† | 19  | 21† | 16  | 10  | Rit | 12  | 8   | NP  | NP  | Rit | 13  | 14  | 8   |     |     |     |     | 0     |
| 23   | Pål Varhaug         | 18  | 21  | 15  | 8   | Rit | 21  | 13  | 10  | 16  | 23  | Rit | 17  | 13  | Rit | 13  | 18  | 11  | 10  | 0     |
| 24   | Johnny Cecotto Jr.  | Rit | 13  | 14  | 13  | Rit | 17  | 14  | 17  | 12  | Rit | 10  | Rit | Rit | Rit | 11  | 8   | 17  | 15  | 0     |
| 25   | Oliver Turvey       |     |     |     |     | 14  | 8   |     |     |     |     |     |     |     |     |     |     |     |     | 0     |
| 26   | Rodolfo González    | Rit | 22  | 20  | 10  | Rit | 14  | 15  | Rit | 18  | 13  | 9   | 15  | Rit | 9   | Rit | 17  | 19  | 16  | 0     |
| 27   | Julián Leal         | 19  | Rit | 17  | 14  | Rit | Rit | 11  | 9   | 22  | 21  | 14  | 9   | 20  | Rit | Rit | Rit | 16  | Rit | 0     |
| 28   | Jolyon Palmer       | 17  | 9   | 18  | 17  | NC  | 11  | 9   | Rit | 20  | 16  | 19  | Rit | 22  | 18† | Rit | 14  | Rit | 19  | 0     |
| 29   | Davide Rigon        | 10  | Rit |     |     |     |     |     |     |     |     |     |     |     |     |     |     |     |     | 0     |
| 30   | Kevin Ceccon        |     |     | 19  | 15  | 11  | 12  | 18  | 20† | 19  | Rit |     |     |     |     |     |     |     |     | 0     |
| 31   | Stéphane Richelmi   |     |     |     |     |     |     |     |     |     |     |     |     |     |     |     |     | 15  | 14  | 0     |
| 32   | Michail Alëšin      | NP  | NP  | 16  | 18  |     |     |     |     |     |     |     |     | 15  | 15  | Rit | Rit |     |     | 0     |
| Pos. | Pilota              | TUR | TUR | ESP | ESP | MON | MON | VAL | VAL | GBR | GBR | GER | GER | HUN | HUN | BEL | BEL | ITA | ITA | Punti |

| Colore  | Risultato             |
| ------- | --------------------- |
| Oro     | Vincitore             |
| Argento | 2º posto              |
| Bronzo  | 3º posto              |
| Verde   | Finito a punti        |
| Blu     | Finito senza punti    |
| Viola   | Ritirato (Rit)        |
| Viola   | Non classificato (NC) |
| Rosso   | Non qualificato (NQ)  |
| Nero    | Squalificato (SQ)     |
| Bianco  | Non partito (NP)      |
| Bianco  | Non ha gareggiato     |
| Bianco  | Infortunato (INF)     |
| Bianco  | Escluso (ES)          |
| Bianco  | Gara cancellata (C)   |

### Classifica scuderie
| Pos. | Team                    | Nº vettura | TUR | TUR | ESP | ESP | MON | MON | VAL | VAL | GBR | GBR | GER | GER | HUN | HUN | BEL | BEL | ITA | ITA | Punti |
| ---- | ----------------------- | ---------- | --- | --- | --- | --- | --- | --- | --- | --- | --- | --- | --- | --- | --- | --- | --- | --- | --- | --- | ----- |
| 1    | Barwa Addax Team        | 3          | 7   | 4   | 1   | 19  | 8   | 1   | Rit | Rit | 11  | 10  | 2   | SQ  | 2   | 13  | Rit | 19  | 2   | Rit | 101   |
| 1    | Barwa Addax Team        | 4          | 4   | 2   | 2   | Rit | Rit | 9   | 2   | 3   | 8   | 3   | 6   | Rit | 4   | 4   | Rit | 20  | 21  | 13  | 101   |
| 2    | DAMS                    | 11         | 1   | 10  | SQ  | 9   | 4   | 3   | 1   | Rit | 4   | 1   | 3   | 1   | 1   | 3   | 3   | 4   | 3   | 21  | 89    |
| 2    | DAMS                    | 12         | 18  | 21  | 15  | 8   | Rit | 21  | 13  | 10  | 16  | 23  | Rit | 17  | 13  | Rit | 13  | 18  | 11  | 10  | 89    |
| 3    | Racing Engineering      | 7          | 8   | 15  | 6   | 2   | Rit | 18  | 4   | 5   | 6   | 2   | 7   | Rit | 10  | Rit | 6   | 6   | 13  | 7   | 73    |
| 3    | Racing Engineering      | 8          | 11  | Rit | 11  | 7   | 2   | 16  | Rit | 13  | 2   | 7   | Rit | 4   | 8   | 10  | 1   | 13  | 6   | 1   | 73    |
| 4    | iSport International    | 9          | 2   | 3   | 3   | 5   | Rit | 13  | 5   | 12  | 5   | 6   | 8   | 7   | 17  | 5   | 12  | 5   | 4   | 4   | 70    |
| 4    | iSport International    | 10         | 9   | 8   | 5   | 3   | Rit | Rit | Rit | 11  | 3   | 4   | 5   | 16† | 5   | 16  | Rit | 12  | 14  | 8   | 70    |
| 5    | Lotus ART               | 5          | 3   | 7   | 7   | Rit | Rit | 19  | Rit | 7   | 1   | 5   | 4   | 2   | 7   | 6   | 2   | 2   | 8   | 3   | 68    |
| 5    | Lotus ART               | 6          | Rit | 11  | Rit | 12  | 12  | NP  | 7   | 1   | 10  | 8   | 12  | Rit | Rit | 2   | 14  | 7   | 9   | 6   | 68    |
| 6    | Caterham Team AirAsia   | 26         | 6   | 18  | Rit | Rit | Rit | 20  | 6   | 2   | 17  | 14  | Rit | 14  | 3   | 7   | Rit | Rit | 10  | 9   | 49    |
| 6    | Caterham Team AirAsia   | 27         | 16  | 16  | 4   | 4   | 1   | 5   | 3   | 4   | 14  | 17  | 13  | Rit | 16  | 14  | 10  | 10  | 20  | Rit | 49    |
| 7    | Scuderia Coloni         | 18         | 14  | 12  | Rit | Rit | 13  | 15  | 10  | 6   | 24  | 18  | 11  | 10  | 12  | Rit | 16  | 15  | Rit | NP  | 46    |
| 7    | Scuderia Coloni         | 19         | 10  | Rit | 19  | 15  | 11  | 12  | 18  | 20† | 19  | Rit | 1   | 3   | 6   | Rit | 4   | 1   | 1   | 5   | 46    |
| 8    | Trident Racing          | 20         | Rit | 22  | 20  | 10  | Rit | 14  | 15  | Rit | 18  | 13  | 9   | 15  | Rit | 9   | Rit | 17  | 19  | 16  | 22    |
| 8    | Trident Racing          | 21         | 5   | 1   | 10  | 20† | 5   | Rit | 17  | 19† | 7   | 22  | Rit | Rit | 21  | 1   | Rit | NP  | 15  | 14  | 22    |
| 9    | Super Nova Racing       | 16         | 12  | 5   | 13  | 6   | 15† | 10  | 16  | 16  | 21  | 15  | 16  | 12  | Rit | Rit | 7   | 21  | 18  | Rit | 20    |
| 9    | Super Nova Racing       | 17         | Rit | 14  | Rit | Rit | 3   | 4   | Rit | 15  | 13  | 12  | 15  | 5   | 19  | 12  | 9   | 11  | 5   | 11  | 20    |
| 10   | Rapax                   | 1          | Rit | 20  | 8   | 1   | 9   | 7   | Rit | 14  | 15  | 11  | SQ  | 8   | 11  | 11  | Rit | Rit | 7   | 2   | 15    |
| 10   | Rapax                   | 2          | 19  | Rit | 17  | 14  | Rit | Rit | 11  | 9   | 22  | 21  | 14  | 9   | 20  | Rit | Rit | Rit | 16  | Rit | 15    |
| 11   | Arden International     | 14         | 13  | 6   | 9   | 21† | 6   | 2   | 8   | Rit | 23  | 20  | 18  | 11  | 9   | 17  | 8   | 3   | Rit | 17  | 15    |
| 11   | Arden International     | 15         | 17  | 9   | 18  | 17  | NC  | 11  | 9   | Rit | 20  | 16  | 19  | Rit | 22  | 18† | Rit | 14  | Rit | 19  | 15    |
| 12   | Ocean Racing Technology | 22         | 15† | 19  | 21† | 16  | 10  | Rit | 12  | 8   | NP  | NP  | Rit | 13  | 14  | 8   | 5   | 9   | 22  | 20  | 4     |
| 12   | Ocean Racing Technology | 23         | Rit | 13  | 14  | 13  | Rit | 17  | 14  | 17  | 12  | Rit | 10  | Rit | Rit | Rit | 11  | 8   | 17  | 15  | 4     |
| 13   | Carlin                  | 24         | Rit | 17  | 12  | 11  | 7   | 6   | Rit | Rit | Rit | 19  | 17  | 6   | 18  | Rit | 15  | 16  | Rit | 18  | 4     |
| 13   | Carlin                  | 25         | NP  | NP  | 16  | 18  | 14  | 8   | Rit | 18  | 9   | 9   | 20† | Rit | 15  | 15  | Rit | Rit | 12  | 12  | 4     |
| Pos. | Team                    | Nº vettura | TUR | TUR | ESP | ESP | MON | MON | VAL | VAL | GBR | GBR | GER | GER | HUN | HUN | BEL | BEL | ITA | ITA | Punti |

| Colore  | Risultato             |
| ------- | --------------------- |
| Oro     | Vincitore             |
| Argento | 2º posto              |
| Bronzo  | 3º posto              |
| Verde   | Finito a punti        |
| Blu     | Finito senza punti    |
| Viola   | Ritirato (Rit)        |
| Viola   | Non classificato (NC) |
| Rosso   | Non qualificato (NQ)  |
| Nero    | Squalificato (SQ)     |
| Bianco  | Non partito (NP)      |
| Bianco  | Non ha gareggiato     |
| Bianco  | Infortunato (INF)     |
| Bianco  | Escluso (ES)          |
| Bianco  | Gara cancellata (C)   |

## Finali GP2
Il fine settimana del 12 e 13 novembre 2011 il Circuito di Yas Marina, negli Emirati Arabi Uniti, ospita due gare della GP2, non valide per il campionato principale, a supporto del Gran Premio di Abu Dhabi. Al termine del weekend viene stilata una classifica, con un sistema di punteggio uguale a quello utilizzato durante il campionato. La manifestazione è vinta da Fabio Leimer.
| Gara | Gara | Circuito   | Tempo     | Velocità     | Pole position | Giro veloce  | Pilota vincitore | Team vincitore     |
| ---- | ---- | ---------- | --------- | ------------ | ------------- | ------------ | ---------------- | ------------------ |
| 1    | G1   | Yas Marina | 58'53"563 | 175,293 km/h | Fabio Leimer  | Fabio Leimer | Fabio Leimer     | Racing Engineering |
| 1    | G2   | Yas Marina | 41'26"194 | 176,761 km/h |               | Luiz Razia   | James Calado     | Lotus ART          |

## Test post-stagionali
Il Circuito di Jerez ospita dei test tra il 28 e 29 settembre, mentre quello di Barcellona li ospita tra il 19 e il 20 ottobre 2011.
| Data                      | Circuito               | Pilota più rapido | Team               | Tempo    | Giri |
| ------------------------- | ---------------------- | ----------------- | ------------------ | -------- | ---- |
| 28 settembre (mattina)    | Circuito di Jerez      | Fabio Leimer      | Racing Engineering | 1'27"282 | 29   |
| 28 settembre (pomeriggio) | Circuito di Jerez      | Fabio Leimer      | Racing Engineering | 1'27"777 | 20   |
| 29 settembre (mattina)    | Circuito di Jerez      | Fabio Leimer      | Racing Engineering | 1'26"701 | 30   |
| 29 settembre (pomeriggio) | Circuito di Jerez      | Jules Bianchi     | Lotus ART          | 1'27"651 | 38   |
| 19 ottobre (mattina)      | Circuito di Barcellona | Marcus Ericsson   | iSport             | 1'29"705 | 25   |
| 19 ottobre (pomeriggio)   | Circuito di Barcellona | Tom Dillmann      | iSport             | 1'30"210 | 35   |
| 20 ottobre (mattina)      | Circuito di Barcellona | Fabio Leimer      | Racing Engineering | 1'29"324 | 30   |
| 20 ottobre (pomeriggio)   | Circuito di Barcellona | Stefano Coletti   | Coloni             | 1'30"607 | 21   |